# Torrente 5: Operación Eurovegas
Torrente 5: Operación Eurovegas és una pel·lícula espanyola dirigida i interpretada per Santiago Segura. És la cinquena part de la saga Torrente, el brazo tonto de la ley. Es va estrenar el 3 d'octubre del 2014. La pel·lícula compta amb un bon nombre de personatges mediàtics com Angy Fernández, Julián López González, Jesulín de Ubrique, Fernando Esteso, Neus Asensi, Pablo Motos, El Gran Wyoming, Andreu Buenafuente, Alec Baldwin, entre d'altres.

## Argument
Torrente surt de la presó el 2018. L'Espanya que es troba no s'adequa als seus ideals i decideix convertir-se en un "fora de la llei". A través d'un contacte de la seva estada a la presó, Torrente localitza a John Marshall, la persona que es va ocupar de supervisar la seguretat quan es va planificar el principal casino-hotel d'Eurovegas. El més indicat per planificar un cop. Marshall, li explica la necessitat d'organitzar una banda d'especialistes, que Torrente s'encarregarà de reclutar entre els seus "contactes".

## Repartiment
- Santiago Segura: José Luis Torrente
- Angy Fernández: Chiqui
- Julián López González: Cuco
- Neus Asensi: Amparito
- Carlos Areces: Ricardito
- Jesulín de Ubrique: Jesusín
- Chus Lampreave: Reme
- Tomás Roncero: Entrenador de la selecció de Catalunya
- Jorge D'Alessandro: Entrenador de la selecció de l'Argentina
- Senyor Barragán: Manolito Barragán
- Alec Baldwin: John Marshall
- Anna Simon: Paqui
- Fernando Esteso: Ramiro Cuadrado
- Florentino Fernández: Genaro
- Cañita Brava: Antoñito
- Pablo Motos: Vigilant de seguretat d'Eurovegas
- Leo Harlem: Vigilant de càmeres
- Silvia Abril: Encarni
- Andreu Buenafuente: Manolo
- Chiquito de la Calzada: Vigilant de càmeres II
- Víctor Sandoval: Vigilant de seguretat de l'Eurovegas
- Paco Collado: Vigilant de seguretat de l'Eurovegas
- José Mota: Vigilant de seguretat de l'Eurovegas
- Imanol Arias: Vigilant de seguretat de l'Eurovegas
- El Gran Wyoming: Vigilant de seguretat de l'Eurovegas
- Calma Segura: Nena teixidora explotada
- Andrés Pajares: Recepcionista
- Ricardo Darín: Tutorial com pilotar Boeing 747
- Josema Yuste: Director de l'Eurovegas
- Rafa Mora: Rafa Mora

## Al voltant de la pel·lícula

### Anecdotari
- Apareixen personatges com Guti, Simeone o Valentino Rossi fent algun tipus de cameo en la pel·lícula.[2]
- El primer teaser tráiler d'aquesta cinquena entrega de Torrente va ser presentat en la clausura del Festival de Màlaga del 2014.[2]
- La pel·lícula s'ha rodat en diverses localitzacions de la Comunitat de Madrid, a Ciudad Real i a la República Dominicana.[2]
- La saga de Torrente és la més taquillera del cinema espanyol. Sumant els quatre títols, porta aproximadament uns 60 milions d'euros recaptats, sent la segona entrega ('Torrente 2: Misión en Marbella') la més taquillera de totes, amb un total de més de 22 milions d'euros de recaptació a Espanya.[2]
- Per al paper del dolent de la pel·lícula, es barrejaven diversos noms. Al principi Santiago Segura tenia com a opció principal a Mel Gibson, però la cosa es va refredar i es va dir que entre els seus altres opcions estava Michael Douglas. També l'ex-jugador argentí de futbol, Diego Armando Maradona es va postular com a candidat per al paper, de fet, va ser ell mateix qui es va oferir. Però al final fou Alec Baldwin l'elegit.[2]

## Premis i nominacions
Nominacions
- 2015: Goya als millors efectes especials per Antonio Molina i Ferran Piquer